# 어드벤처 게임 인터프리터
어드벤처 게임 인터프리터(Adventure Game Interpreter, AGI)는 초창기 시에라 온라인의 어드벤처 게임을 제작할 때 사용되었던 게임 엔진이다. 킹스 퀘스트 1은 원래 GAL(Game Assembly Language)이라는 어셈블리어로 제작되었는데, 이 어셈블리어의 제작자였던 아서 아브라함(Arthur Abraham)이 사퇴하자, 개발이 중단됐다. 그래서 IBM에 요청을 했고, IBM이 '기부'한 이 엔진을 가지고 게임제작을 계속 할 수 있었던 것이다.
처음 등장한 1980년대 중반에는, 아주 혁신적인 도구였다고 평가받았고, 나중에 나온 버전들은 EGA 16색까지 지원했다. 그러나 80년대 말이 되어서는, 마우스를 지원하는 루커스아츠의 SCUMM같은 경쟁사의 새 엔진에 비교해 뒤쳐저보일 수밖에 없게 되었고, 그리하여 1990년, 시에라 온라인은 SCI라는 새로운 게임 엔진을 개발하여 자사 어드벤처 게임들에 적용하게 되었다고 한다.
원래는 IBM PCjr와 그것도 비슷한 플랫폼들을 위해 개발되었으나, 80년대에 애플 II, 매킨토시, 아미가와 아타리 ST같은 다른 PC에도 이식되었으며, 컴퓨터 이외에도 세가 마스터 시스템의 킹스 퀘스트 1과 패미콤의 킹스 퀘스트 5에도 이 엔진이 사용되었다고 한다.

## 지원 사양
- 해상도: 160×200
- 색상: EGA 16색
- 사운드: 컴퓨터 스피커
- 조작: 컴퓨터 키보드

### AGI가 이용된 게임들
- King's Quest I: Quest for the Crown (1984)
- King's Quest II: Romancing the Throne (1985)
- The Black Cauldron (1986)
- Donald Duck's Playground (1986)
- King's Quest III: To Heir Is Human (1986)
- Space Quest I: The Sarien Encounter (1986)
- Leisure Suit Larry in the Land of the Lounge Lizards (1987)
- Mixed-Up Mother Goose (1987)
- Police Quest: In Pursuit of the Death Angel (1987)
- Space Quest II: Vohaul's Revenge (1987)
- Gold Rush! (1988)
- Manhunter: New York (1988)
- King's Quest IV: The Perils of Rosella (1988)¹
- Manhunter 2: San Francisco (1989)

¹ 킹스 퀘스트 4는 AGI와 SCI용으로 동시에 발매됐다. 고사양 컴퓨터용으로 SCI를, 저사양 컴퓨터용으로 AGI를 사용할 수 있게 한다는 의도였다.

## 관련 소프트웨어
- AGI 스튜디오
- DAGII
- GBAGI
- NAGI
- Sarien(Sierra AGI Resource Interpreter Engine)
- ScummVM
- WinAGI 게임 개발 시스템

## 같이 보기
- 스컴
- 스컴VM